# Lijiang
Lijiang (xinès simplificat: 丽江, xinès tradicional: 麗江, pinyin: Lìjiāng), antigament romanitzat com Likiang, és una ciutat a nivell de prefectura al nord-oest de la província de Yunnan, a la República Popular de la Xina. Té una superfície de 21.219 quilòmetres quadrats i tenia 1.253.878 al cens de 2020, 288.787 dels quals vivien a l'àrea urbanitzada del districte de Gucheng.
Lijiang és famosa pel seu nucli antic, Patrimoni de la Humanitat de la UNESCO, que conté una barreja de diferents estils d'arquitectura històrica i un complex i antic sistema de subministrament d'aigua. Té una història de més de 800 anys i és famosa pel seu ordenat sistema de canals i ponts. Se l'anomena també la "Venècia de l'Est".
Fou capital del principat de Mexiezhao. Està habitada pels Naxi des dels temps de la dinastia Yuan. Gran part dels temples i edificis actuals es van construir durant les dinasties Ming i Qing. La ciutat antiga de Lijiang és diferent a altres ciutats de la Xina quant a arquitectura, història i cultura, que estan íntimament lligats a la tradició dels Naxi, els quals segueixen mantenint els seus costums ancestrals.
A la ciutat hi ha un total de 300 ponts de pedra construïts en els períodes Ming i Qing; el més famós és el Gran Pont de Pedra. Les cases són de fusta i maons, orientades als quatre punts cardenals i seguint un ordre perfecte. Els carrers, prohibits als vehicles, estan empedrats de forma tradicional.

## Ciutats germanes
- Kazan, Tatarstan, Rússia
- Roanoke, Virgínia, EUA